# Tsuruga
Tsuruga (敦賀市, Tsuruga-shi) est une ville située dans la préfecture de Fukui, sur l'île de Honshū, au Japon.

## Géographie

### Situation
Tsuruga est située dans le centre de la préfecture de Fukui, au bord de la baie de Wakasa.

### Municipalités limitrophes
| Mihama | mer du Japon | Minamiechizen |
| Mihama | Tsuruga      | Nagahama      |
| Mihama | Takashima    | Nagahama      |

### Démographie
Au 30 juin 2023, la ville de Tsuruga avait une population de 63 065 habitants répartis sur une superficie de 251,39 km2.

### Climat
Tsuruga a un climat subtropical humide avec des étés chauds et des hivers frais. Les précipitations sont abondantes tout au long de l'année, particulièrement en décembre et janvier. La température moyenne annuelle est de 15,6 °C.

## Histoire
La région actuelle de Tsuruga faisait partie de l'ancienne province d'Echizen. Pendant l'époque d'Edo, elle a prospéré en tant que port majeur sur la route maritime reliant l'ouest du Japon et Hokkaidō. À la suite de la restauration de Meiji, le bourg moderne de Tsuruga est créé le 1er octobre 1889. Il est élevé au statut de ville le 1er avril 1937.
Le 12 juillet 1945, la ville a été bombardée par des B-29 de l'USAF, détruisant une grande partie du centre-ville.
La ville s'agrandit le 15 janvier 1955 en annexant les villages voisins d'Arachi, Awano, Togo, Nakago et Higashiura.

## Culture locale et patrimoine
Le Kanegasaki-gū, l'un des quinze sanctuaires de la restauration de Kenmu, se trouve dans la ville de Tsuruga, où il a été fondé en 1890.
Un musée, le Port d'humanité, rappelle que c'est dans ce port que débarquèrent en 1920 des enfants polonais à la suite de l'envoi de leurs parents dans des camps gérés par le goulag[réf. nécessaire], mais également dans les années 1940 des Juifs européens qui avaient pu bénéficier d'un des visas délivrés par Chiune Sugihara alors qu'il était consul du Japon en Lituanie.

## Transports
La ville est desservie par les lignes classiques Hokuriku et Obama de la JR West et par la ligne Hapi-Line Fukui. La gare de Tsuruga est la principale gare de la ville. Par ailleurs, cette dernière accueille aussi le Shinkansen depuis le 16 mars 2024 avec la mise en service commerciale voyageurs de l'extension de la ligne Shinkansen Hokuriku.
La ville possède un port.

## Jumelages
- Mito (Japon) depuis 1965
- Donghae (Corée du Sud) depuis 1981
- Nakhodka (Russie) depuis 1982
- Kakamigahara (Japon) depuis 1989
- Taizhou (Chine) depuis 2001